# REC:レック/ザ・クアランティン
『REC:レック/ザ・クアランティン』（原題：Quarantine）は、2008年制作のアメリカ合衆国のホラー映画。スペインのホラー映画『REC/レック』のハリウッド・リメイク。「クアランティン」とは「隔離」の意。日本では劇場未公開。

## あらすじ
※舞台はバルセロナからロサンゼルスに変更されている。

## キャスト
※括弧内は日本語吹替。
- アンジェラ・ヴィダル：ジェニファー・カーペンター（三石琴乃）
- スコット・パーシヴァル：スティーヴ・ハリス（相沢正輝）
- ジェイク：ジェイ・ヘルナンデス（土田大）
- ジョージ・フレッチャー：ジョナサン・シェック（斉藤次郎）
- ダニー・ウィレンスキー：コロンバス・ショート（木村雅史）
- ジェームズ・マックリーディ：アンドリュー・フィセラ（志村知幸）
- ユーリ・イワノフ：ラデ・シェルベッジア（佐々木敏）
- ローレンス：グレッグ・ジャーマン
- バーナード：バーナード・ホワイト（宗矢樹頼）
- サディー：ダニア・ラミレス
- ワンダ・マリモン：エレイン・ケイガン
- キャシー：マリン・ヒンクル（斎藤恵理）
- ブリアナ：ジョーイ・キング
- ナディフ：ジャーメイン・ジャクソン
- シャロン・ファーガソン
- デニス・オヘア